# Federico Agliardi
Federico Agliardi (Brescia, 11 febbraio 1983) è un allenatore di calcio ed ex calciatore italiano, di ruolo portiere, preparatore dei portieri del Cesena.

## Carriera

### Club
Cresciuto calcisticamente prima nella Voluntas e poi nella squadra della sua città, il Brescia, ha fatto il suo debutto da professionista con il Cosenza in Serie B nella stagione 2002-2003. Tornato poi a vestire la maglia delle rondinelle lombarde, ha esordito in Serie A l'8 novembre 2003 in Brescia-Bologna (0-0). Con le rondinelle totalizza 18 presenze nella massima serie, la maggior parte delle quali nella prima stagione, mentre nella seconda (conclusa con una retrocessione) scende in campo una sola volta.
Viene confermato con il club lombardo anche per la seguente stagione nel campionato cadetto, ma a gennaio 2006 torna a giocare in Serie A ingaggiato dal Palermo con cui inizia a giocare dopo un infortunio, disputando tutte le partite da titolare (10). Nelle stagioni 2006-2007 e 2007-2008 viene considerato riserva di Alberto Fontana, riuscendo comunque a disputare nella massima serie rispettivamente 9 e 10 partite.
Il 24 luglio 2008, dopo due anni e mezzo in Sicilia, viene ceduto a titolo temporaneo al Rimini in Serie B. Inizia la stagione da titolare, ma dopo qualche partita mister Selighini gli preferisce al suo posto il compagno di reparto Maurizio Pugliesi: riconquista il posto di titolare nell'ultima parte del campionato, collezionando complessivamente 17 presenze e subendo 22 reti.
Tornato al Palermo per fine prestito, il 17 luglio 2009 viene ceduto a titolo definitivo al Padova, formazione neopromossa in Serie B. Esordisce con la nuova maglia nella prima giornata del campionato di Serie B 2009-2010, in Padova-Modena (1-0). Alla fine del primo anno ottiene la salvezza in Serie B, dopo i play-out contro la Triestina.
Il 14 luglio 2011 passa a titolo definitivo al Bologna assieme a Daniele Vantaggiato e José Ángel Crespo. L'esordio con la nuova maglia avviene il 23 settembre in occasione di Bologna-Inter (1-3), entrando in campo al 70' al posto dell'infortunato Jean François Gillet e subendo le ultime due reti nerazzurre. Gioca in totale 12 partite in stagione, subentrando al titolare Gillet nei periodi di infortunio.
Nella stagione 2012-2013 viene promosso come portiere titolare del Bologna, squadra con cui disputa in tutto 36 partite subendo 50 gol.
Il 31 gennaio 2014, ultimo giorno di calciomercato, passa in prestito ai bianconeri del Cesena, in Serie B.
Il 9 ottobre 2018 Agliardi, rimasto svincolato, viene ingaggiato dal Romagna Centro Cesena in Serie D con contratto fino a giugno 2019. Il giocatore, nel periodo tra giugno e ottobre 2018, aveva svolto la preparazione da aggregato al Santarcangelo, dove militava anche l'ex compagno di squadra Emmanuel Cascione. Nella stagione 2020-2021 gioca con il Lumezzane, squadra militante in Eccellenza lombarda; al termine della stagione annuncia il suo ritiro.
Intraprende la carriera di preparatore dei portiere nel United Riccione, club militante in Serie D. Per la stagione 2023-2024 è stato preparatore dei portieri in Serie C, con la Fermana. Dalla stagione successiva svolge lo stesso ruolo nel Rimini.
Il 5 luglio 2025 viene annunciato come nuovo preparatore dei portieri del Cesena.

### Nazionale
Ha giocato nella Nazionale di calcio italiana Under-21, e ha fatto parte della squadra che nel 2004 ha conquistato il quinto campionato europeo di categoria, come riserva di Marco Amelia.

## Statistiche

### Presenze e reti nei club
| Stagione        | Squadra         | Campionato      | Campionato | Campionato | Coppe nazionali | Coppe nazionali | Coppe nazionali | Coppe europee | Coppe europee | Coppe europee | Altre coppe | Altre coppe | Altre coppe | Totale | Totale |
| Stagione        | Squadra         | Comp            | Pres       | Reti       | Comp            | Pres            | Reti            | Comp          | Pres          | Reti          | Comp        | Pres        | Reti        | Pres   | Reti   |
| --------------- | --------------- | --------------- | ---------- | ---------- | --------------- | --------------- | --------------- | ------------- | ------------- | ------------- | ----------- | ----------- | ----------- | ------ | ------ |
| 1999-2000       | Brescia         | B               | 0          | 0          | CI              | 0               | 0               | -             | -             | -             | -           | -           | -           | 0      | 0      |
| 2000-2001       | Brescia         | A               | 0          | 0          | CI              | 0               | 0               | -             | -             | -             | -           | -           | -           | 0      | 0      |
| 2001-2002       | Brescia         | A               | 0          | 0          | CI              | 0               | 0               | I             | 0             | 0             | -           | -           | -           | 0      | 0      |
| 2002-2003       | Cosenza         | B               | 16         | -22        | CI              | 2               | -1              | -             | -             | -             | -           | -           | -           | 18     | -23    |
| 2003-2004       | Brescia         | A               | 17         | -20        | CI              | 1               | -3              | -             | -             | -             | -           | -           | -           | 18     | -23    |
| 2004-2005       | Brescia         | A               | 1          | 0          | CI              | 2               | -3              | -             | -             | -             | -           | -           | -           | 3      | -3     |
| 2005-gen. 2006  | Brescia         | B               | 13         | -8         | CI              | 5               | -9              | -             | -             | -             | -           | -           | -           | 18     | -17    |
| Totale Brescia  | Totale Brescia  | Totale Brescia  | 31         | -28        |                 | 8               | -15             |               | -             | -             |             | -           | -           | 39     | -43    |
| gen.-giu. 2006  | Palermo         | A               | 10         | -10        | CI              | 2               | -2              | CU            | 0             | 0             | -           | -           | -           | 12     | -12    |
| 2006-2007       | Palermo         | A               | 9          | -13        | CI              | 1               | -3              | CU            | 1             | -1            | -           | -           | -           | 11     | -17    |
| 2007-2008       | Palermo         | A               | 10         | -16        | CI              | 2               | -1              | CU            | 2             | -1            | -           | -           | -           | 14     | -18    |
| Totale Palermo  | Totale Palermo  | Totale Palermo  | 29         | -39        |                 | 5               | -6              |               | 3             | -2            |             | -           | -           | 37     | -47    |
| 2008-2009       | Rimini          | B               | 17+2       | -22 + -2   | CI              | 1               | -3              | -             | -             | -             | -           | -           | -           | 20     | -27    |
| 2009-2010       | Padova          | B               | 29+2       | -34        | CI              | 1               | -2              | -             | -             | -             | -           | -           | -           | 32     | -36    |
| 2010-2011       | Padova          | B               | 16         | -21        | CI              | 1               | 0               | -             | -             | -             | -           | -           | -           | 17     | -21    |
| Totale Padova   | Totale Padova   | Totale Padova   | 45+2       | -55        |                 | 2               | -2              |               | -             | -             |             | -           | -           | 49     | -57    |
| 2011-2012       | Bologna         | A               | 10         | -11        | CI              | 2               | -4              | -             | -             | -             | -           | -           | -           | 12     | -15    |
| 2012-2013       | Bologna         | A               | 22         | -31        | CI              | 2               | -4              | -             | -             | -             | -           | -           | -           | 24     | -35    |
| 2013-gen. 2014  | Bologna         | A               | 0          | 0          | CI              | 0               | 0               | -             | -             | -             | -           | -           | -           | 0      | 0      |
| Totale Bologna  | Totale Bologna  | Totale Bologna  | 32         | -42        |                 | 4               | -8              |               | -             | -             |             | -           | -           | 36     | -50    |
| gen.-giu. 2014  | Cesena          | B               | 2+3        | -3 + -1    | CI              | -               | -               | -             | -             | -             | -           | -           | -           | 5      | -4     |
| 2014-2015       | Cesena          | A               | 10         | -19        | CI              | 1               | -4              | -             | -             | -             | -           | -           | -           | 11     | -23    |
| 2015-2016       | Cesena          | B               | 5          | -5         | CI              | 3               | -5              | -             | -             | -             | -           | -           | -           | 8      | -10    |
| 2016-2017       | Cesena          | B               | 21         | -22        | CI              | 1               | -2              | -             | -             | -             | -           | -           | -           | 22     | -24    |
| 2017-2018       | Cesena          | B               | 7          | -13        | CI              | 1               | -1              | -             | -             | -             | -           | -           | -           | 8      | -14    |
| 2018-2019       | Cesena          | D               | 33         | -25        | CI-D            | -               | -               | -             | -             | -             | -           | -           | -           | 33     | -25    |
| 2019-2020       | Cesena          | C               | 13         | -21        | CI-C            | 3               | -3              | -             | -             | -             | -           | -           | -           | 16     | -24    |
| Totale Cesena   | Totale Cesena   | Totale Cesena   | 91+3       | -109       |                 | 9               | -15             |               | -             | -             |             | -           | -           | 103    | -124   |
| Totale carriera | Totale carriera | Totale carriera | 268        | -319       |                 | 31              | -50             |               | 3             | -2            |             | -           | -           | 302    | -371   |

## Palmarès

### Club

#### Competizioni nazionali
- Serie D: 1

Romagna Centro Cesena : 2018-2019 (girone F)

### Nazionale
- Campionato d'Europa Under-21: 1

Germania 2004